# Дуриан цибетиновый
Дуриан цибетиновый (лат. Durio zibethinus) —  вид тропических деревьев рода Дуриан семейства Мальвовые. Плод дуриана цибетинового знаменит как своим вкусом и запахом. Название durian пришло из Малайзии от слова duri (шип) с суффиксом -ан. 

## Распространение
Родина — Юго-Восточная Азия. Выращивается в Индокитае, Малайзии, Индонезии, Индии, на Шри-Ланке, Филиппинах, а также в Африке и Бразилии. В Юго-Восточной Азии его называют «королём фруктов». Культивируется в этих странах уже более 600 лет. Мякоть используют на различной стадии зрелости в кухнях Юго-Восточной Азии. Семена употребляют как приправу. В магазинах можно встретить только плоды Durio zibethinus. Другие виды продают только в странах Юго-Восточной Азии. Там возделывается более сотни растений, которые имеют общее имя и кодовый номер с префиксом «D». Durio zibethinus культивируется в больших масштабах за необычную форму деревьев, разнообразие фруктов и цветов.

## Описание
Высокие деревья (до 45 м).
Листья кожистые, простые, удлинённо эллиптические. Цветки крупные, с тяжёлым кисловатым запахом. Нектар и пыльцу дуриана едят летучие мыши, они же опыляют растение. Плоды имеют шарообразную форму и развиваются на стволах (каулифлория) или ветках (рамифлория). Они достигают диаметра 30 см и массы более 5 кг, имеют очень твёрдую оболочку, покрытую колючками. Цвет скорлупы плода — зелёно-коричневый, мякоть — жёлто-красная. Внутри плода находятся пять гнёзд с семенами.
Размножается растение отростками, прививкой, рассадой и укоренением. Сорта дуриана различаются вкусом и ароматом.

## Местные названия
| Язык/местность     | Название                                                           |
| ------------------ | ------------------------------------------------------------------ |
| английский язык    | civet-cat tree, civet fruit, common durian, edible durian, durian. |
| французский язык   | durione, durian                                                    |
| немецкий язык      | Durianbaum, Stinkfrucht, Zibethbaum, Durio, Durion                 |
| португальский язык | durião                                                             |
| испанский язык     | durión                                                             |
| Ява                | dooren, kadoo                                                      |
| Бирма              | du-yin                                                             |
| Таиланд            | Ту-риЕн (ทุเรียน) Медиа:audio                                        |
| китайский язык     | 榴莲 （Liúlián）                                                   |

## Использование

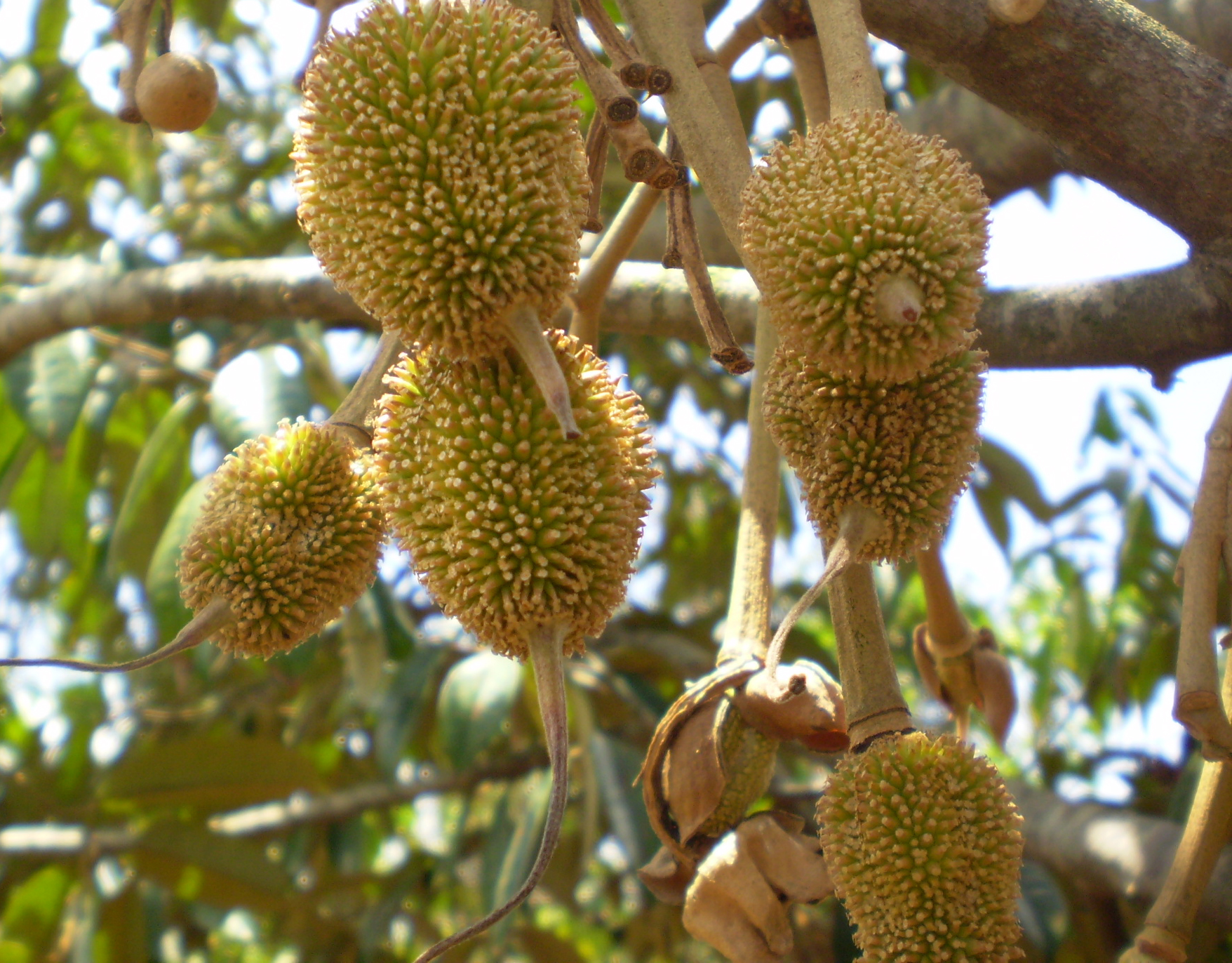
Плоды на дереве

Плоды дуриана обладают отвратительным запахом, привлекающим, однако, некоторых животных, например, цивет и других виверровых, благодаря чему плоды используются в качестве охотничьей приманки. Из-за сильного неприятного запаха в странах Юго-Восточной Азии часто запрещают вносить дуриан в общественные места и транспорт. Запах дуриана иногда описывают как смесь тухлого лука, сыра и скипидара.

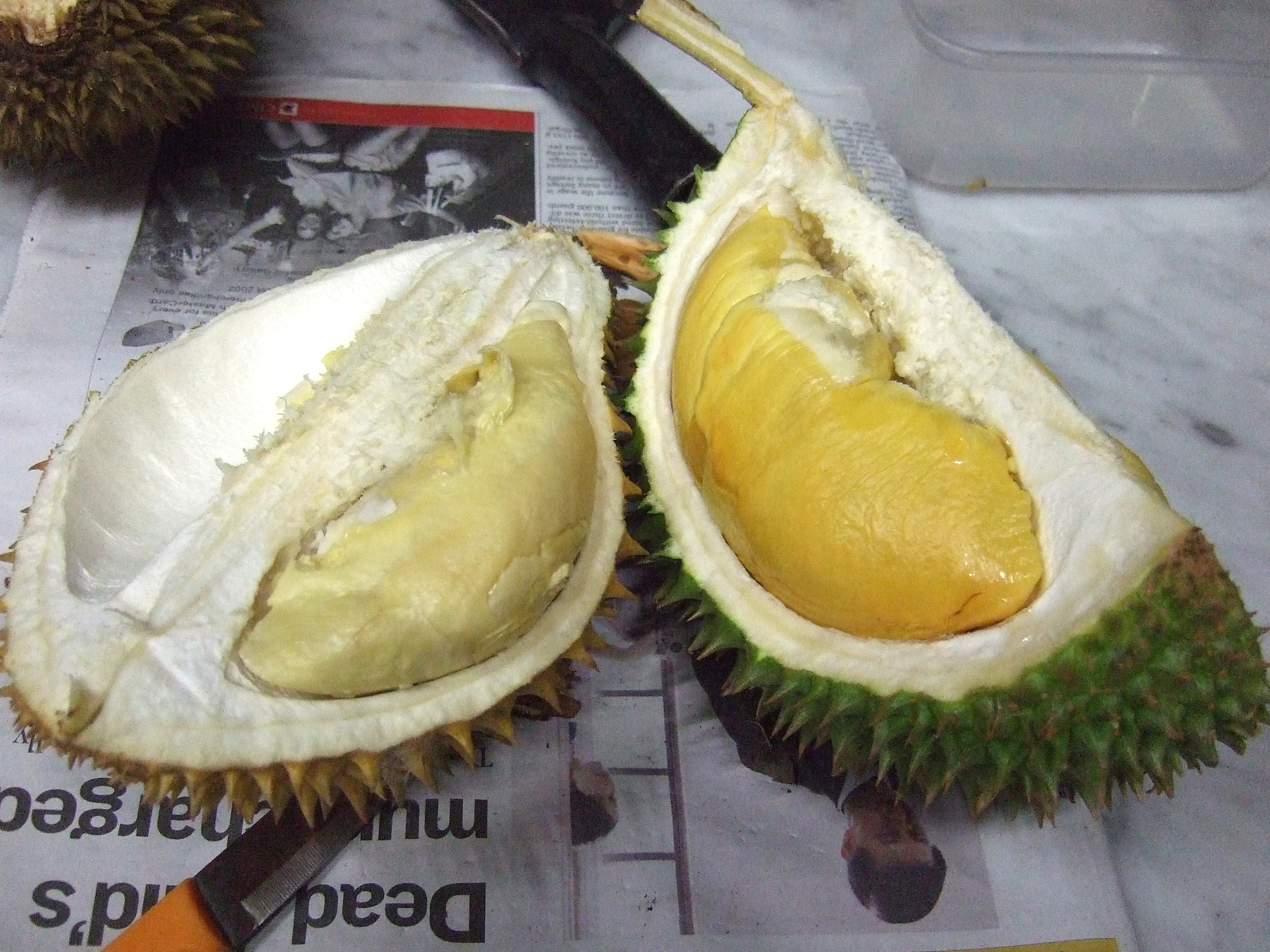
Разрезанные плоды

Однако вкус мякоти зрелых плодов исключительно хорош, что делает их излюбленным десертом. Из-за своего вкуса дуриан называют «королём фруктов». Народные поверья также приписывают дуриану омолаживающую силу. Корневища дуриана используют в качестве противовирусного средства.
Специфический запах появляется, когда зрелый плод висит на дереве и протухает (ферментируется) внутри, и дольки становятся мягкими (именно такой плод следует есть).
В кулинарном аспекте дуриану присущи достаточно серьёзные неудобства: необходимость иметь отдельный пакет для переноски фруктов до дома (пакет, вероятнее всего, будет приведён в негодность), разделка его неудобна и требует большого ножа и толстой тканой перчатки (поскольку острые шипы вкупе с большим весом могут поранить руки), а также образование в помещении существенной доли отходов (кожуры и косточек), которые следует утилизировать за пределы жилого дома (иначе запах из мусоропровода будет досаждать жильцам всего подъезда). Эти причины в Азии породили культуру употребления дуриана в так называемых «дурианных буфетах» — уличных столовых, где плата рассчитывается за вход, а количество фруктов подаётся без ограничения (в адекватных пределах) — официант разделывает фрукт прямо на столе у посетителя. В свою очередь, большой поток клиентов позволяет столовой предлагать значительно более низкие цены, нежели чем при покупке на вынос с оплатой за килограмм.

## Дуриан в литературе
- Майн Рид. В дебрях Борнео. (Глава VIII. Обстрел дуриана)
- Гэри Дженнингс. Путешественник.
- Майер Чарльз. Как я ловил диких зверей. М.: Географгиз, 1959.